# モーショングラビアシリーズ
『モーショングラビアシリーズ』は、2003年4月24日にソニー・ミュージックエンタテインメントから発売されたシミュレーションゲーム。

第1弾となる4タイトルにはイエローキャブに所属する人気グラビアアイドル、MEGUMI、根本はるみ、森ひろこ、北川友美が登場。何のタイトルにもメイキングビデオとなるDVDが付属している。

## モーショングラビアについて
株式会社モノリスが開発した「FrameFree」というスチル写真を動画化する技術。
本作では、1秒あたり約4コマというデジタルスチルカメラで撮影した静止画像をFrameFree技術によって補完しているので、DVD以上の滑らかさを実現している。また、写真一枚あたりの解像度は1,088×720ドット。
1つのソフト内に収録したフォトデータは写真集1,000冊分にも上るという。
なお、モーショングラビアの名称と技術は、吉岡美穂の出演する「小学館DVDマガジン d idol 吉岡美穂『BALIAN』」にて初めて実装されている。

## システム
モーショングラビア
本作のメインとなるモード。コントローラーで写真を再生することができる他、好きなシーンをズームアップする事も出来る。また、Popegg対応ソフトでもあり、好みのシーンをプリントすることが可能。
デジタルドッグイアー機能
気に入ったページの縁を折って、即座に探し出す事が出来る機能。
デジャブーポイント機能
特定のシーンの写真にお宝映像が隠れている。